# Chrysler SC2-M
Chrysler Serie SC2-M bezeichnet zwei Modelle von Chrysler:
- den 1962er Chrysler 300H
- den 1962er Chrysler 300